# Ocean County
Ocean County is een county in de Amerikaanse staat New Jersey.
De county heeft een landoppervlakte van 1.648 km² en telt 510.916 inwoners (volkstelling 2000). De hoofdplaats is Toms River.

## Bevolkingsontwikkeling
Atlantic · Bergen · Burlington · Camden · Cape May · Cumberland · Essex · Gloucester · Hudson · Hunterdon · Mercer · Middlesex · Monmouth · Morris · Ocean · Passaic · Salem · Somerset · Sussex · Union · Warren